# Municipio de Willow Springs (Kansas)
El municipio de Willow Springs (en inglés: Willow Springs Township) es un municipio ubicado en el condado de Douglas en el estado estadounidense de Kansas. En el año 2010 tenía una población de 1463 habitantes y una densidad poblacional de 10,36 personas por km².

## Geografía
El municipio de Willow Springs se encuentra ubicado en las coordenadas 38°48′13″N 95°17′22″O / 38.80361, -95.28944. Según la Oficina del Censo de los Estados Unidos, el municipio tiene una superficie total de 141.26 km², de la cual 140,29 km² corresponden a tierra firme y (0,68 %) 0,97 km² es agua.

## Demografía
Según el censo de 2010, había 1463 personas residiendo en el municipio de Willow Springs. La densidad de población era de 10,36 hab./km². De los 1463 habitantes, el municipio de Willow Springs estaba compuesto por el 96,38 % blancos, el 0,48 % eran afroamericanos, el 0,96 % eran amerindios, el 0,27 % eran asiáticos, el 0,68 % eran de otras razas y el 1,23 % eran de una mezcla de razas. Del total de la población el 1,5 % eran hispanos o latinos de cualquier raza.